# Riverside South (New York)

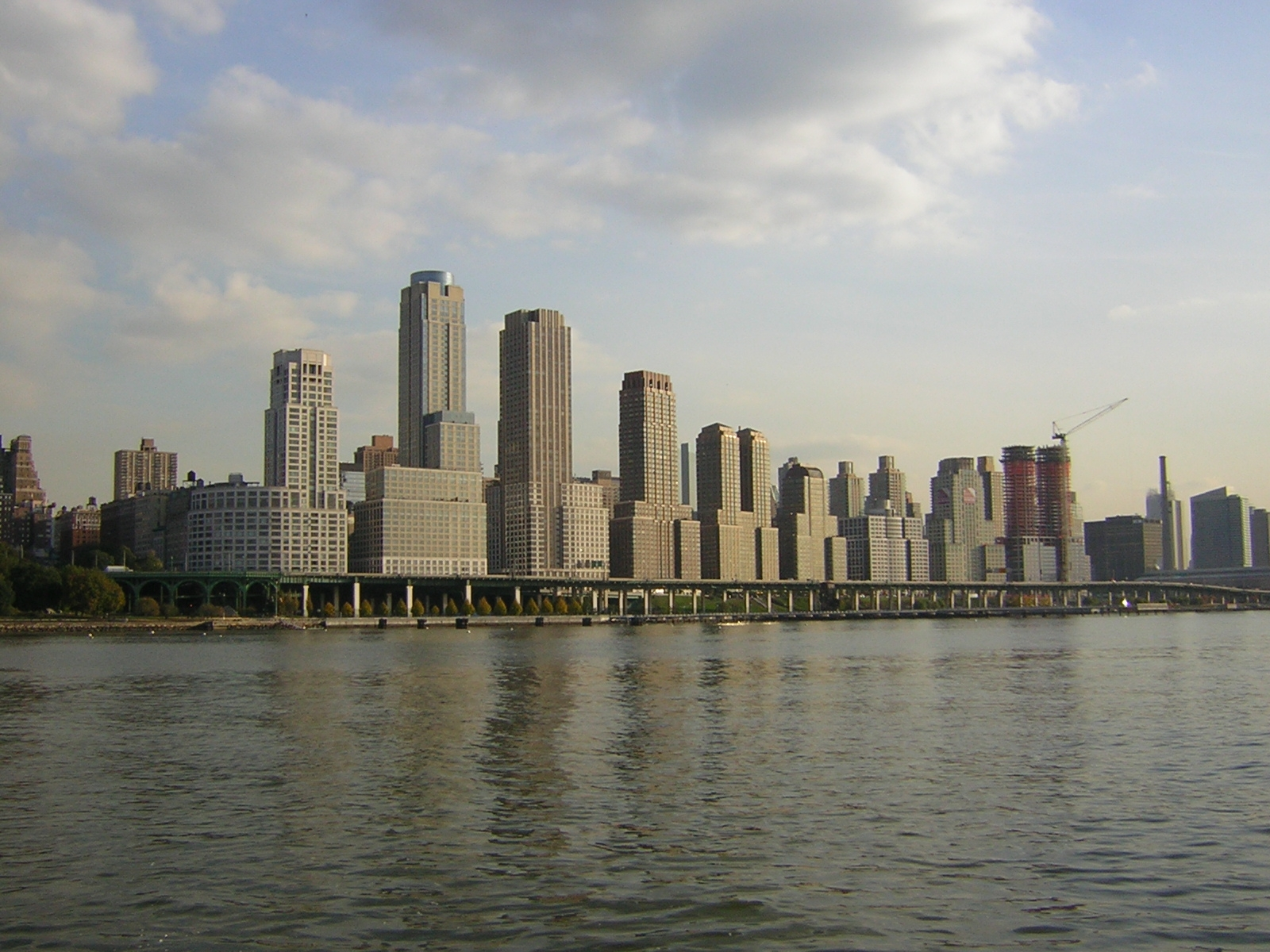
Vue de Riverside South depuis l'Hudson.

Riverside South est un complexe immobilier situé à New York, dans l'arrondissement de Manhattan. Il possède une superficie de 23 hectares, pour 5 700 logements pour une surface bâtie de 200 000 m2, pour un coût de 3 milliards de dollars. L'ensemble a été construit au début des années 2010.